# Perizoma plumbinotata
Perizoma plumbinotata là một loài bướm đêm trong họ Geometridae.